# Спендолини-Сириэкс, Андреа
Андреа Спендолини-Сириэкс (англ. Andrea Spendolini-Sirieix; род. 11 сентября 2004, Лондон) — британская прыгунья в воду, бронзовый призёр летних Олимпийских игр 2024 года, чемпионка мира 2024 года, многократный призёр чемпионатов мира, двукратная чемпионка Европы 2022 года, призёр чемпионатов Европы.

## Биография
Андреа Спендолини-Сириэкс родилась в 1999 году в Англии. Дочь хозяина французского отеля Фреда Сириэкса и его бывшего партнера Алекса Спендолини, у которой имеются итальянские корни. Плавательный клуб «Кристал Пэлас» обнаружил таланты девочки, когда она училась в начальной школе имени Джона Стейнера в Брокли, позже Андреа закончила среднюю и шестиклассную школу в Академии Харриса в Бермондси.
В 2020 году на чемпионате Европы в Будапеште британка завоевала первые две свои медали в прыжках с вышки. В 2021 году приняла участие в соревнованиях летних Олимпийских игр в Токио. Она вышла в олимпийский финал на дистанции 10 метров среди женщин, заняв в итоге седьмое место.
На чемпионате мира 2022 года в Венгрии завоевала бронзу в составе Великобритании в командном соревновании. Через несколько месяцев на чемпионате Европы в Риме стала двукратной чемпионкой континента.
В Фукуоке, в 2023 году, на чемпионате мира стала серебряным призёром в синхронных прыжках с вышки в паре с Луис Тоулсон.
В 2024 году, в Дохе, Андреа стала чемпионкой мира в командном турнире, также смогла завоевать две медали различного достоинства в прыжках с 10-ти метровой вышки.
На летних олимпийских играх в Париже, в синхронных прыжках с вышки стала бронзовым призёром олимпийского турнира. Её партнёршей была Луис Тоулсон, а итоговый результат составил — 304,38 баллов.